# SpaceX Crew-9
 (juillet 2024).
SpaceX Crew-9 est un vol habité du vaisseau spatial Crew Dragon de la société américaine SpaceX. La mission est lancée le 28 septembre 2024 et transporte deux membres des expéditions 71 et 72 de la Station spatiale internationale.

## Équipage originel
Le 31 janvier 2024, l'équipage est annoncé :
- Commandant : Zena Cardman (1),  États-Unis, NASA ;
- Pilote : Nick Hague (2),  États-Unis, NASA ;
- Spécialiste de mission 1 : Stephanie Wilson (4),  États-Unis, NASA ;
- Spécialiste de mission 2 : Alexandre Gorbounov (1),  Russie, Roscosmos.

(Le chiffre entre parenthèses indique le nombre de vols spatiaux effectués par l'astronaute, SpaceX Crew-9 inclus.)

## Équipage final
Cependant, la décision de renvoyer sur Terre l'équipage de la mission Boe-CFT par un autre vaisseau que le leur (en raison d'incertitudes persistantes sur son état) conduit à réserver deux sièges retour pour eux. Crew-9 doit donc décoller avec un équipage réduit à deux personnes puis rentrer sur Terre avec les quatre sièges occupés. Les seuls astronautes pouvant être retirés étant les Américains, ce sont donc Zena Cardman et Stephanie Wilson qui sont retirés.

### Au décollage
- Commandant : Nick Hague (2),  États-Unis, NASA ;
- Spécialiste de mission : Alexandre Gorbounov (1),  Russie, Roscosmos.

(Le chiffre entre parenthèses indique le nombre de vols spatiaux effectués par l'astronaute, SpaceX Crew-9 inclus.)

### À l'atterrissage
- Commandant : Nick Hague (2),  États-Unis, NASA ;
- Spécialiste de mission : Alexandre Gorbounov (1),  Russie, Roscosmos ;
- Spécialiste de mission : Barry Wilmore (3),  États-Unis, NASA ;
- Spécialiste de mission : Sunita Williams (3),  États-Unis, NASA.

(Le chiffre entre parenthèses indique le nombre de vols spatiaux effectués par l'astronaute, SpaceX Crew-9 inclus.)

## Déroulement de la mission
Le lancement du vaisseau Freedom par la fusée Falcon 9 Block 5 a lieu le 28 septembre 2024 à 17 h 17 min 21 s UTC depuis l'aire de lancement SLC-40 du centre spatial de Cap Canaveral. Il s'amarre à la Station spatiale internationale le lendemain à 21 h 30 UTC et transporte deux astronautes qui participent à l'expédition 72.
Le vaisseau est de retour sur Terre en amerrissant dans le golfe du Mexique le 18 mars 2025 à 21 h 57 UTC avec ses quatre passagers, dont les deux astronautes bloqués dans la station depuis neuf mois.